# Ту Пруденшъл Плаза
Ту Пруденшъл Плаза (на английски: Two Prudential Plaza) или 2 Пруденшъл Плаза е 64-етажен небостъргач, намиращ се в Чикаго, Илинойс, САЩ.

Сградата е завършена през 1990 година. Висока е 303 метра, което я прави пета по височина в Чикаго.